# باكنو (كير الأسفل)
باكنو هو دُوَّار يقع بجماعة كير، إقليم ميدلت، جهة درعة تافيلالت في المملكة المغربية. ينتمي الدوّار لمشيخة كير الأسفل التي تضم 5 دواوير. يقدر عدد سكانه بـ 254 نسمة حسب الإحصاء الرسمي للسكان والسكنى لسنة 2004.

## روابط خارجية
- البوابة الوطنية للجماعات الترابية
- المندوبية السامية للتخطيط